# Фридман, Самуил Яковлевич
Самуил Яковлевич Фридман (нем. Samuel Friedmann; род. 22 февраля 1940, Харьков) — советский и израильский дирижёр.
Окончил Харьковскую консерваторию (1964) как скрипач, затем изучал дирижирование в Ленинградской консерватории. В 1967—1970 гг. — дирижёр Симфонического оркестра Иркутской филармонии, затем работал в Казахстане.
В 1973 году репатриировался в Израиль, в течение двух лет возглавлял Хайфский симфонический оркестр. В 1975 году гастролировал в США с Израильским камерным оркестром. После этого работал преимущественно в Европе. Выступал как приглашённый дирижёр с такими коллективами, как оркестр «Новая Филармония», Оркестр Итальянского радио в Турине, Филармонический оркестр Рейнланд-Пфальца, в 1979—1983 гг. возглавлял Вюртембергский филармонический оркестр. В 1983—1989 гг. музыкальный руководитель Санкт-Галленской оперы, обогатил репертуар швейцарского театра «Царской невестой» Н. А. Римского-Корсакова и «Катериной Измайловой» Д. Д. Шостаковича.
После распада СССР вновь начал работать в России, неоднократно участвовал, в частности, в челябинском музыкальном фестивале «Ирина Архипова представляет». В 2001 г. работа Фридмана с оперой Шарля Гуно «Фауст» в Московском музыкальном театре имени Станиславского и Немировича-Данченко вызвала положительную реакцию критики, несмотря на общее неприятие радикального режиссёрского решения постановки. На протяжении 1990-х гг. осуществил ряд записей, по большей части с Академическим симфоническим оркестром Нижегородской филармонии; среди них все симфонии П. И. Чайковского, произведения Александра Бородина, Василия Калинникова, Сергея Рахманинова и др.
В настоящее время живёт в Санкт-Галлене.